# DELTA (分類学)
DELTA (DEscription Language for TAxonomy、デルタ) は、分類学において、生物の情報を記述するのに使われるデータフォーマットである。コンピュータ処理のために開発されたものであり、検索表や記載文の作成といった機能がある。
分類学における標準的なフォーマットの１つとして広く用いられ、これを利用するソフトウェアが多く存在する。 
DELTAは1971年から2000年にかけて、オーストラリアの CSIRO の昆虫学部門によって考案され、特に Michael J. Dallwitz 博士の貢献が大きい 最近では、Atlas of Living Australia（ALA）がDELTAソフトウェアのJavaへの書き換えを行い、Java環境や様々なOSで実行できるようになった。 
DELTAフォーマットで設計されたプログラムはDELTA Systemと総称される。 メインプログラムはDELTA Editorで、任意の数の分類群の形質マトリックスを作成するためのインターフェイスを提供する。 Intkeyと呼ばれるインタラクティブな検索表を出力するプログラムを実行することもできる。 他の強力な機能として、自然言語による記述、完全な記載文、分類群間の差異の出力が可能である。